# Fredrik Schwenk
Pour les articles homonymes, voir Schwenk.
 (février 2025).
Motif : Sujet ayant fait son propre article
- Archive Wikiwix
- Bing
- Cairn
- DuckDuckGo
- E. Universalis
- Gallica
- Google
- G. Books
- G. News
- G. Scholar
- Persée
- Qwant
- (zh) Baidu
- (ru) Yandex
- (wd) trouver des œuvres sur Wikidata

| 1. | Préciser le motif de la pose du bandeau. | Précisez le motif de la pose du bandeau en utilisant la syntaxe suivante : {{admissibilité à vérifier\|date=mars 2025\|motif=remplacez ce texte par le motif}}                       |
| 2. | Informer les utilisateurs concernés.     | Pensez à avertir le créateur de l'article, par exemple, en insérant le code ci-dessous sur sa page de discussion : {{subst:avertissement admissibilité à vérifier\|Fredrik Schwenk}} |

 (février 2025).
La mise en forme du texte ne suit pas les recommandations de Wikipédia : il faut le « wikifier ».
Les points d'amélioration suivants sont les cas les plus fréquents. Le détail des points à revoir est peut-être précisé sur la page de discussion.
- Les titres sont pré-formatés par le logiciel. Ils ne sont ni en capitales, ni en gras.
- Le texte ne doit pas être écrit en capitales (les noms de famille non plus), ni en gras, ni en italique, ni en « petit »…
- Le gras n'est utilisé que pour surligner le titre de l'article dans l'introduction, une seule fois.
- L'italique est rarement utilisé : mots en langue étrangère, titres d'œuvres, noms de bateaux, etc.
- Les citations ne sont pas en italique mais en corps de texte normal. Elles sont entourées par des guillemets français : « et ».
- Les listes à puces sont à éviter, des paragraphes rédigés étant largement préférés. Les tableaux sont à réserver à la présentation de données structurées (résultats, etc.).
- Les appels de note de bas de page (petits chiffres en exposant, introduits par l'outil «  Source ») sont à placer entre la fin de phrase et le point final[comme ça].
- Les liens internes (vers d'autres articles de Wikipédia) sont à choisir avec parcimonie. Créez des liens vers des articles approfondissant le sujet. Les termes génériques sans rapport avec le sujet sont à éviter, ainsi que les répétitions de liens vers un même terme.
- Les liens externes sont à placer uniquement dans une section « Liens externes », à la fin de l'article. Ces liens sont à choisir avec parcimonie suivant les règles définies. Si un lien sert de source à l'article, son insertion dans le texte est à faire par les notes de bas de page.
- La présentation des références doit suivre les conventions bibliographiques. Il est recommandé d'utiliser les modèles {{Ouvrage}}, {{Chapitre}}, {{Article}}, {{Lien web}} et/ou {{Bibliographie}}. Le mode d'édition visuel peut mettre en forme automatiquement les références.
- Insérer une infobox (cadre d'informations à droite) n'est pas obligatoire pour parachever la mise en page.

Pour une aide détaillée, merci de consulter Aide:Wikification.
Si vous pensez que ces points ont été résolus, vous pouvez retirer ce bandeau et améliorer la mise en forme d'un autre article.
Fredrik Schwenk (né le 20 octobre 1960 à Munich) est un compositeur,et professeur de musique allemand.

## Biographie
Fredrik Schwenk a grandi à Munich et a reçu des cours de violoncelle d'Erich Bruckner et de composition de David Llywelyn à l'âge de 13 ans, puis des cours de piano de Daniel Herscovich. Après avoir obtenu son diplôme d'études secondaires et effectué son service militaire, il a étudié l'histoire de l'art et les études théâtrales à l'université Ludwig Maximilian de 1981 à 1987, ainsi que la composition avec Wilhelm Killmayer à l'université de musique et de théâtre de Munich. En 1989, il a reçu une bourse de la Cité Internationale des Arts de Paris. De 1991 à 1993, il a dirigé l'atelier d'opéra, puis en 2005 et 2006 l'atelier de pièces radiophoniques du Festival international des jeunes artistes de Bayreuth. Initialement co-initiateur et membre fondateur, il a été membre du conseil d'administration de A•DEvantgarde eV Projects of New Music de 1992 à 1999, aux côtés de Moritz Eggert et Sandeep Bhagwati.
Après avoir enseigné à l'Université de musique et des arts de Munich et à l'Université Ludwig Maximilian de Munich, ainsi qu'à l'Université de musique de Nuremberg-Augsbourg, il occupe depuis octobre 2000 le poste de professeur de théorie musicale et de composition à l'Université de musique et de théâtre de Hambourg. Il a dirigé, avec Peter Michael Hamel, le Studio 21, un projet soutenu par la Fondation Zeit de Hambourg.De 2004 à 2010, il a occupé le poste de doyen de l'ensemble des programmes d'études artistiques.Depuis 2009, il assume la fonction de directeur artistique de l'Académie Opus XXI de Musique Contemporaine. Il est également co-initiateur du programme international de master CoPeCo (Contemporary Performance and Composition), un projet financé par l'Union européenne dans le domaine de la musique contemporaine. Ce programme rassemble des établissements prestigieux tels que l'Académie estonienne de musique, l'Académie royale de musique de Stockholm, le Conservatoire national supérieur musique et danse, Lyon et l'Université de musique et de théâtre de Hambourg.
Parmi les nombreuses distinctions nationales et internationales qu'il a reçues, on peut citer la bourse de la Fondation Hindemith (Blonay, Suisse, 1990), la bourse culturelle de la ville de Munich (1992), le prix Carl Orff pour le théâtre musical contemporain (Munich, 1995) et la Fondation Franz Josef Reinl (Vienne, Autriche, 1998).
Depuis novembre 2020, Schwenk est président du conseil d'administration de la Hamburger Volksbühne et depuis décembre 2023 membre du conseil d'administration du Festival des jeunes artistes de Bayreuth.

## Œuvres (sélection)

### Théâtre musical
- 1985 Le Trou de la serrure, pièce de chambre en un acte d'après le drame de Jean Tardieu, Munich 1985
- 1990 Le Noble divisé, pièce de théâtre de marionnettes basée sur le roman du même nom d'Italo Calvino, Biennale de Munich 1991
- 1992–95 Pan à Oslo, opéra en deux actes d'après Knut Hamsun et Knut Faldbakken, Prix Carl Orff 1995
- 2007 gehen gehen gehen, théâtre musical d'après Thomas Bernhard, opéra silens Hambourg 2008
- 2021 Prometheus Unbound, opéra en un acte d'après Percy Bysshe Shelley, Festival des Jeunes Artistes de Bayreuth, Bayreuth 2021
- 2022 Ambleto, opéra en deux actes de Francesco Gasparini adapté et nouvellement composé par Fredrik Schwenk, livret de Fredrik Schwenk d'après Apostolo Zeno, Pietro Parati et William Shakespeare, Theater für Niedersachsen Hildesheim 2022

### Œuvres sacrées
- 2000 Dies Septimus, oratorio de chambre de Carl Laukvik, Benediktbeuern 2000
- 2007 Confessiones XI, pour chœur mixte d'après Augustinus, Hambourg 2007
- 2010 Quadrivium, Passion pour 4 batteurs et conférencier, Hambourg 2011
- 2017 De Libertate Christiana, Action ecclésiastique pour orateur, orgue et percussions d'après les thèses de Luther contre la bulle papale Exsurge Domine, Rügen 2017
- Missa pro Pacem 2018, arrangement orchestral de la Missa pour chœur et orgue par Feliks Nowowiejski, Stettin 2018
- 2020 Clemens Dominus et Iustus, Psaume 114 pour chœur, orchestre à cordes et percussions, Bayreuth 2023
- 2023 Ut quid, Domine, Decimus Psalmus pour solistes, chœur et orchestre, Elbphilharmonie Hamburg 2023

### Mélodies
- 1999 Quatre chansons de style folklorique, basées sur des poèmes de Clemens Brentano, Augsbourg 1999
- 2003 Lähainen ranta ja kaukainen/Près du rivage, rivage lointain, sept chansons finlandaises d'après Viljo Kajava, Zither 7, Munich 2008
- 2003 Seven Songs, d'après des poèmes de Meret Oppenheim, Hambourg 2004
- 2004 Agur parle, d'après les Proverbes de Salomon, Hambourg 2004
- 2006 L'Heure bleue, d'après des poèmes de Gottfried Benn, Potsdam 2007
- 2008 La Fleur rouge, neuf chansons d'après des poèmes de Gustav Mahler, avec Christianne Stotijn et Joseph Breinl, Concertgebouw (Amsterdam) 2009
- 2016 Trois Tangos d'après des poèmes de Stéphane Mallarmé, avec Gabriele Rossmanith et des membres de l'Orchestre Philharmonique d'État de Hambourg, Hambourg 2016
- 2020 Fragments du journal au bord du premier voyage de Cristobal Colon, Munich 2021

### Œuvres orchestrales
- 1995 Cape Town Energy, pour orchestre symphonique à vent, Festival Euroton, Wertingen 1997
- 1999 Poème symphonique « Pro*Epiméthée », Métamorphoses pour grand orchestre. Création mondiale : Orchestre de l'Opéra de Halle, direction. Roger Epple, Halle 1999
- 2004 Light Points of Mirrored Silence, pour cithare et orchestre de chambre
- 2013 Sturm Stoff Träume, pour violoncelle et orchestre, Orchestre du Théâtre national d'Oldenbourg, Niklas Schmidt violoncelle, dir. Marcus Bosch, Oldenbourg 2013
- 2020 Vernal Breeze Even Fire (pour ensemble de flûtes en bambou, percussions et instruments chinois), Orchestre de flûtes en bambou chinois, Pékin 2021
- 2024 Cinq éléments, Concerto pour percussions et orchestre. Orchestre symphonique de Shenzhen, Cornelia Monske percussions, chef d'orchestre Lin Daye, Shenzhen 2024, EAN 4069493130447

### Musique de chambre
- 1989 premier trio pour violon, violoncelle et piano, premier Festival A*Devantgarde de Munich 1989, Moritz Eggert, piano
- 1990 premier quatuor à cordes, rév. 1993, Munich 1993, Quatuor Artus
- 1993 Folsomstreet pour flûte alto et sons de frappe, Munich 1993
- 1993 Tentative d'imitation véritable de C. Ph. E. Bach pour ténor dulcimer et piano, Schlosskonzerte Leitheim 1994, Rudi Spring, piano
- 1994 Paysage pour Richard Long pour cithare alto, Zither 1, Munich 1995, Georg Glasl
- 1996–2001 Trois sonatines pour piano, Augsbourg 1996 (n° 3, Rudi Spring ) et Munich 2002 (n° 1–3, Andreas Skouras )
- 2006, deuxième quatuor à cordes, Mozart-Saal de Hambourg 2006, Quatuor Auryn
- 2007 Deuxième Suite Arrabalesque, Suite Tango pour cithare basse et alto, accordéon, contrebasse et haut-parleur, concert portrait, Zither 7, Munich 2008
- 2008 Night Hawks pour clarinette Bohlen-Pierce et clarinette, Hambourg 2008, Nora-Louise Müller et Anna Bardeli
- 2011 deuxième trio pour violon, violoncelle et piano avec Abgesang pour violoncelle solo, Académie des Beaux-Arts de Munich
- 2011 Nouvelles scènes d'enfants pour piano, Schnittke Academy Hamburg 2012, direction d'orchestre. Brenno Ambrosini
- 2018 Troisième Trio pour violon, violoncelle et piano, avec le Johannes Kreisler Trio, Roskilde 2018
- 2019 Six Bagatelles pour piano d'après les Bagatelles op. 126 de Beethoven, avec Hector Docx, Hambourg 2020

## Écrits (sélection)
- Klangraum – Son spatial, musique dans le domaine de l'architecture
- Cithare du futur – L’avenir de la cithare
- orchestre à vent aujourd'hui
- Notes sur « Cape Town Energy » . Dans : Clarino. Vol. 10/1999, numéro 2. pp. 19–20.
- La cithare dans l'œuvre de Peter Kiesewetter. Considérations générales et analytiques sur « Gil ». Dans : Franzpeter Messmer (éd.) : Peter Kiesewetter (= Compositeurs en Bavière, Volume 51). Schneider, Tutzing 2009, pp. 93–109,  (ISBN 978-3-7952-1275-9) .
- Entre chanson pour piano et cantate symphonique. Dans : Hanns-Werner Heister (éd.) : Où sonnent les belles trompettes. Sémantique vocale et instrumentale dans l'œuvre de Gustav Mahler. Weidler Buchverlag, Berlin 2011, pp. 99–113,  (ISBN 978-3-89693-554-0) .
- Techniques de composition musicale. Dans : Wolfgang Hochstein, Christoph Krummacher (éd.) : Histoire de la musique d'église en 4 volumes. Partie: 4 , La seconde moitié du 20e siècle Le siècle et les défis du présent. Éditions Laaber, Laaber 2014, pp. 53–121,  (ISBN 978-3-89007-754-3) .
- Le Gayageum entre tradition et avant-garde. Deux femmes coréennes combinent l'instrument à cordes pincées traditionnel de leur pays d'origine avec la musique électronique dans le projet hambourgeois « Neon » . Conversation entre Fredrik Schwenk, Seonghee Lee et Sun-Min Lee. Dans : Cithare. Revue de l'Association allemande de musique de cithare eV 2020, 1, pp. 36–41, ISSN 2196-4319.
- Analyser signifie interpréter. Une comparaison des deux versions du Trio en si majeur op. 8 pour piano, violon et violoncelle de Johannes Brahms comme miroir d'une autoréflexion autobiographique . Dans : Brahms Studies Vol. 19 (2021), pp. 304–316, ISSN 0341-941X.

## Discographie
- Hackbrett Hackbrett (ORF; 1996, NYX 1112)
- Paysages (Cavalli Records; 1999)
- Jardin plein de joies et de tristesse (Cavalli Records; 2000)
- Andreas Skouras, pianoforte et piano, œuvres de Haydn et Schwenk (Cavalli Records ; 2005)
- Tango Nouveau, duo arrabal 2000, EAN 4011392968348
- Fagottissimo, 1991, n° 01.215
- entre les pierres, Martin Mallaun, Zither, 2005,  (ISBN 3-221-70282-5)
- Dans la rivière, www.lzo-bw.de 2013, LC 00693
- Le meilleur de tout ce qui est possible… Université Leibniz de Hanovre
- Dans la tour, www.lzo-bw.de 2020, LC 85240
- Au-delà de l'horizon (Classiques authentiques ; 2020, LC 12029 GEN 20695)